# Svaz skautů a skautek České republiky
Svaz skautů a skautek České republiky je jednou z menších alternativních organizací, které působí v rámci tuzemského skautingu. Organizace byla založena 19. března 1990 a hlásí se k tradici Svazu junáků - skautů RČS založeného 7. 6. 1919.
28. 1. 2012 se tato organizace stala právoplatným členem WFIS.